# چاپارخانه تخت لنگر
چاپارخانه تخت لنگر مربوط به سدهٔ ۱۲ و ۱۳ ه.ق است و در شهرستان مشهد، بخش احمدآباد، روستای شریف‌آباد واقع شده و این اثر در تاریخ ۱۰ دی ۱۳۸۱ با شمارهٔ ثبت ۶۶۶۵ به‌عنوان یکی از آثار ملی ایران به ثبت رسیده است.